# Новый год в Японии
Новый год в Японии (яп. 正月 сё:гацу) имеет статус государственного праздника, отмечается ежегодно 1 января по Григорианскому календарю. Григорианский календарь был принят в Японии в 1873 году, спустя пять лет после Реставрации Мэйдзи, так что первый день января — дата официального Нового года в современной Японии.
Дата Традиционного японского Нового года была основана на китайском лунном календаре и располагалась в начале весны, точно так же, как в Китае и других странах Восточной Азии.

## Ход праздника
Новый год — важнейший праздник в календарной обрядности японцев. С ним связано множество игр, ритуалов и церемоний. На новогодние праздники в Японии приходится наибольшее число отпусков. Обычно праздничные дни растягиваются с 29 декабря по 3 января, и практически все государственные и коммерческие учреждения страны не работают.
В конце декабря, в преддверии Нового года, японцы прибирают в своих домах, покупают подарки для друзей и близких, отправляют новогодние поздравительные открытки (яп. 年賀状 нэнгадзё:), готовят праздничные блюда, выставляют у входа в дом сосновые украшения кадомацу (яп. 門松, буквально «сосна у входа»), которые символически охраняют дом от злых сил. В новогодние праздники многие японцы отправляются в родные места, посещают храмы, где молятся и просят благополучия себе и своим близким. Девушки и женщины по случаю такого события надевают харэги (яп. 晴れ着) — красочные утеплённые кимоно.
О приходе Нового года возвещают 108 ударов колоколов. Согласно буддийским верованиям, человека обременяют 108 пагубных забот, а каждый удар колокола прогоняет одну из этих забот. Под звук колоколов начинается первое в новом году посещение храмов — хацумодэ (яп. 初詣). На хацумодэ японцы идут как в синтоистские, так и в буддийские храмы. Помимо хацумодэ, существуют и другие события, «первые в новом году», например хацухинодэ (яп. 初日の出) — первый рассвет, сигото-хадзимэ (яп. 仕事始め) — первая работа, хацугама (яп. 初釜) — первая чайная церемония, и так далее.

## Праздничный стол
Традиционные блюда, которые японцы едят на Новый год, называются осэти-рёри (яп. 御節料理 или お節料理), или просто осэти. Обычно состоит из варёных водорослей (яп. 昆布 комбу), рыбного пирога (яп. 蒲鉾 камабоко), пюре из батата с каштанами (яп. 栗きんとん курикинтон), варёного корня лопуха (яп. 金平牛蒡 кимпира гобо:), и сладкой чёрной сои (яп. 黒豆 куромамэ). Многие из этих блюд сладкие, кислые, или сушёные, так что они могут храниться без холодильника. Есть множество разных вариантов осэти, и случается, что блюда, которые употребляются в одном регионе, могут не употребляться (или даже быть запрещены) в другом. Сегодня сасими и суши, равно как и не японская еда, часто употребляются на праздник.
Трудно представить новогодний японский стол без моти (яп. 餅) — десерта из клейких сортов риса (яп. 餅米 мотигомэ). Моти на Новый год — это пожелание процветания, богатства и доброго урожая в следующем году. С древности круглые моти ассоциировались с круглыми зеркалами — обязательными атрибутами богини Аматэрасу.
Существует обычай украшать жилище бамбуковыми или ивовыми ветками с подвешенными на них моти в форме рыб, фруктов, цветов и. т. д. Эти украшения называются мотибана (яп. 餅花), они раскрашиваются в разные цвета и устанавливаются на видном месте или подвешиваются к потолку у входа. Делается это для того, чтобы «входящее» в дом божество Нового года — тосигами (яп. 年神) — вспоминало о своей «обязанности» позаботиться о хозяевах в новом году. После окончания праздников мотибана съедается, и, по традиции, каждый член семьи должен съесть столько, сколько лет ему исполнилось в этом году.
Другим видом праздничных моти являются кагами моти (яп. 鏡餅, букв. «зеркальные рисовые лепёшки») — в простом виде представляют собой две моти, соединённые между собой, с прикреплённым сверху японским померанцем (яп. 橙 дайдай).

## Игры, обряды, церемонии
На Новый год принято играть в традиционные новогодние игры. Например, ханэцуки — игра в волан, сугороку — настольная игра в кости с передвижными фишками, ута-гарута — новогодние карты со стихами хякунин иссю, запускание воздушных змеев и волчков. Прихрамовые лавки торгуют различными новогодними талисманами и сувенирами: хамаими — стрелы с белым оперением и затупленным остриём, оберегающие дом от зла и бед; кумадэ — грабли из бамбука, похожие на «медвежью лапу», которыми по поверью можно «загребать» счастье; такарабунэ — кораблики Семи богов удачи, наполненные рисом и иными сокровищами.
Новогодний обычай дарить детям деньги называется отосидама (яп. お年玉). Деньги кладут в маленькие украшенные конверты, называемые потибукуро. Количество денег, которые кладут в конверт, зависит от возраста ребёнка, но если в семье несколько детей, то суммы, как правило, одинаковы, чтобы никто не чувствовал себя обделённым.
В первые дни Нового года магазины продают запечатанные пакеты или коробки с неизвестным для покупателя содержимым, называемые фукубукуро.